# Julierpas
De Julierpas (Reto-Romaans: Pass dal Güglia) is een belangrijke schakel in het wegennet van het Zwitserse kanton Graubünden. Hij vormt de verbinding tussen de dalen Oberhalbstein en Engadin. De zone was al in de Romeinse tijd een belangrijke doorgangsgebied die er drie paswegen gebruikten: Septimer, Lungin en Julier. De eerste twee zijn alleen als wandelroutes in gebruik. In de eerste helft van de 19de eeuw is de huidige weg aangelegd. De toestand van de weg is goed, het wegdek is breed en de bochten over het gehele traject goed uitgebouwd. De weg wordt ook 's winters berijdbaar gehouden al kan het dan af en toe glad zijn door ijs en sneeuwresten.
De westzijde van de pas is gelegen in het brede Oberhalbstein (Surses). Dit dal begint bij Tiefencastel, waar de Gelgia-rivier uitmondt in de Albula. In Savognin, de belangrijkste plaats van het dal, wordt 's winters veel geskied. Na het dorp stijgt de weg matig door dichte bossen naar het stuwmeer Marmorerasee. Vlak hiervoor buigt een weg oostelijk af naar de bergweiden van Alp Flix. Enkele kilometers voorbij het meer ligt Bivio waar de (wandel)route aftakt naar de Septimerpas richting Val Bregalgia. De laatste negen kilometers tot de top klimt de weg met uitgebouwde bochten door een steeds kaler wordend landschap. Het Hospiz La Veduta ligt iets lager dan de pashoogte. Op het hoogste punt staan aan weerszijden van de weg twee Romeinse zuilen. Aan de linkerkant ligt een klein bergmeer. Naar het noorden strekt zich het kleine Valletta del Güglia uit. In zuidelijke richting wordt het uitzicht bepaald door de spitse Piz Lagret.
De afdaling naar Silvaplana voert over de Alp Güglia. Dit deel van de route is maar 7 kilometer lang dankzij de hoge ligging van dit Engadiner dorp (1816 m). Vlak voor Silvaplana daalt de weg stevig met een hellingspercentage van 13%. Het uitzicht op het grote meer Lej da Silvaplana en het omringende bergland is fraai. In Silvaplana gaat de weg zuidelijk naar de Malojapas (11 km) en noordelijk naar Sankt Moritz (5 km).

## Foto's

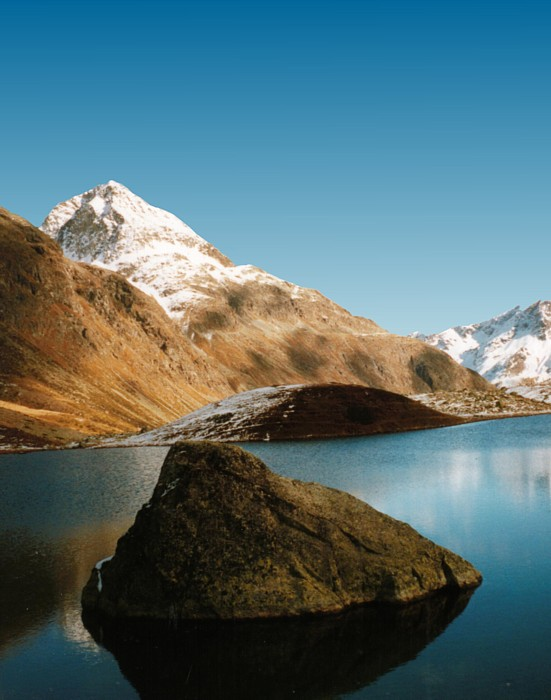
Pashoogte